# Gourbaré
Gourbaré est une localité située dans le département de Oula de la province du Yatenga dans la région Nord au Burkina Faso.

## Géographie
Gourbaré se trouve à 2,5 km au nord de Oula et à environ 12 km au sud-est du centre de Ouahigouya. Le village est à 2 km au sud de Lougouri et de la route nationale 2 reliant le centre au nord du pays.

## Économie
Le village est associé depuis 2014 au projet de la ferme-pilote de Filly de réhabilitation et valorisation des terres agricoles.

## Santé et éducation
Le centre de soins le plus proche de Gourbaré est le centre de santé et de promotion sociale (CSPS) de Oula tandis que le centre hospitalier régional (CHR) se trouve à Ouahigouya.
Gourbaré possède une école primaire publique.